# Odisheim
Odisheim község Németországban, Alsó-Szászországban, a Cuxhaveni járásban. Lakosainak száma 479 fő (2023. december 31.).